# (31344) Agathon
(31344) Agathon, désignation internationale (31344) Agathon, est un astéroïde troyen de Jupiter.

## Description
(31344) Agathon est un astéroïde troyen jovien, camp troyen, c'est-à-dire situé au point de Lagrange L5 du système Soleil-Jupiter. Il présente une orbite caractérisée par un demi-grand axe de 5.350 UA, une excentricité de 0.037 et une inclinaison de 7.5° par rapport à l'écliptique.
Il est nommé en référence au personnage de la mythologie grecque Agathon, acteur du conflit légendaire de la guerre de Troie.

## Compléments